# 高松琴平電気鉄道デカ1形電車

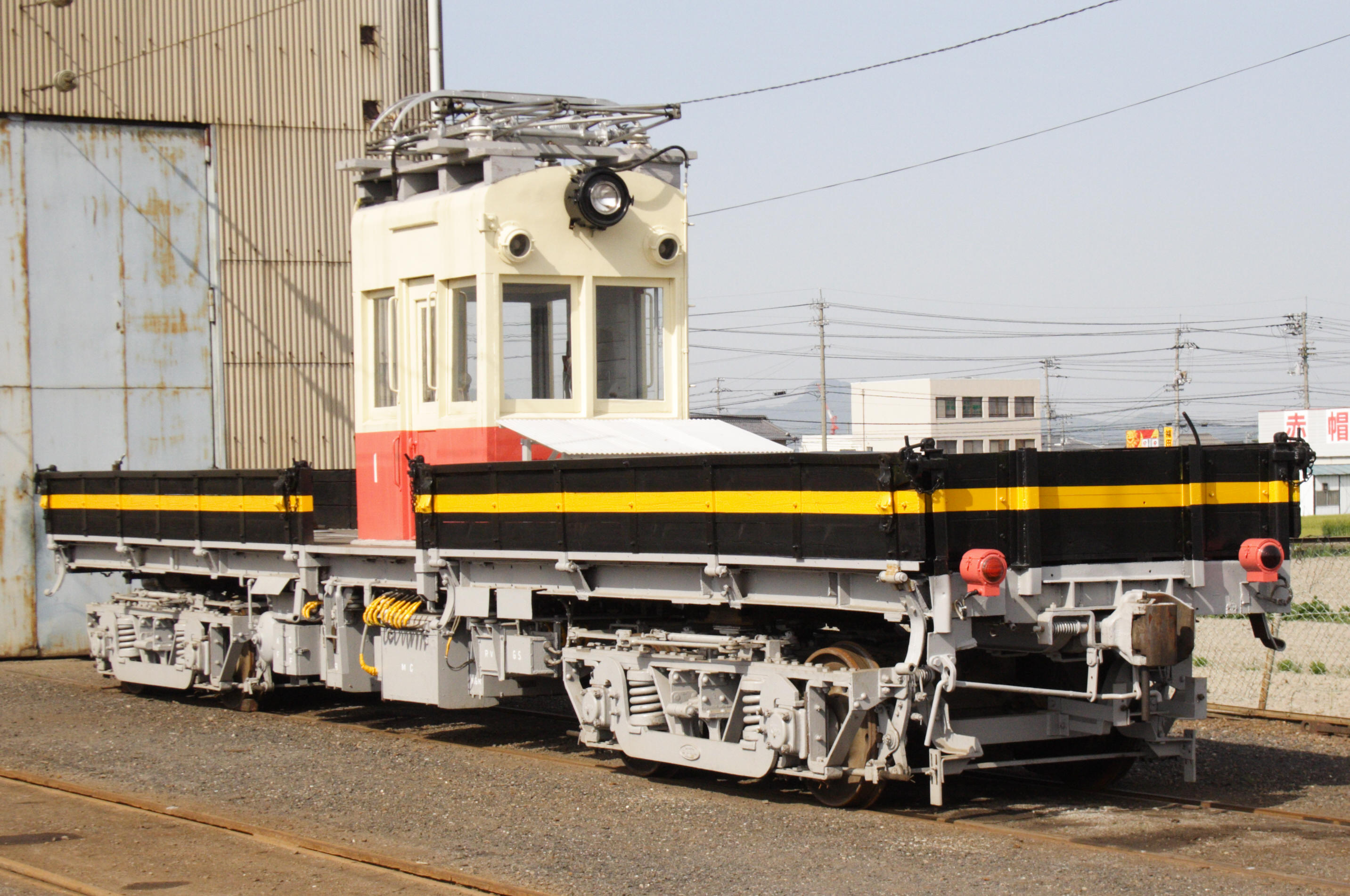
デカ形1（更新工事後の姿）
（許可を得て撮影）

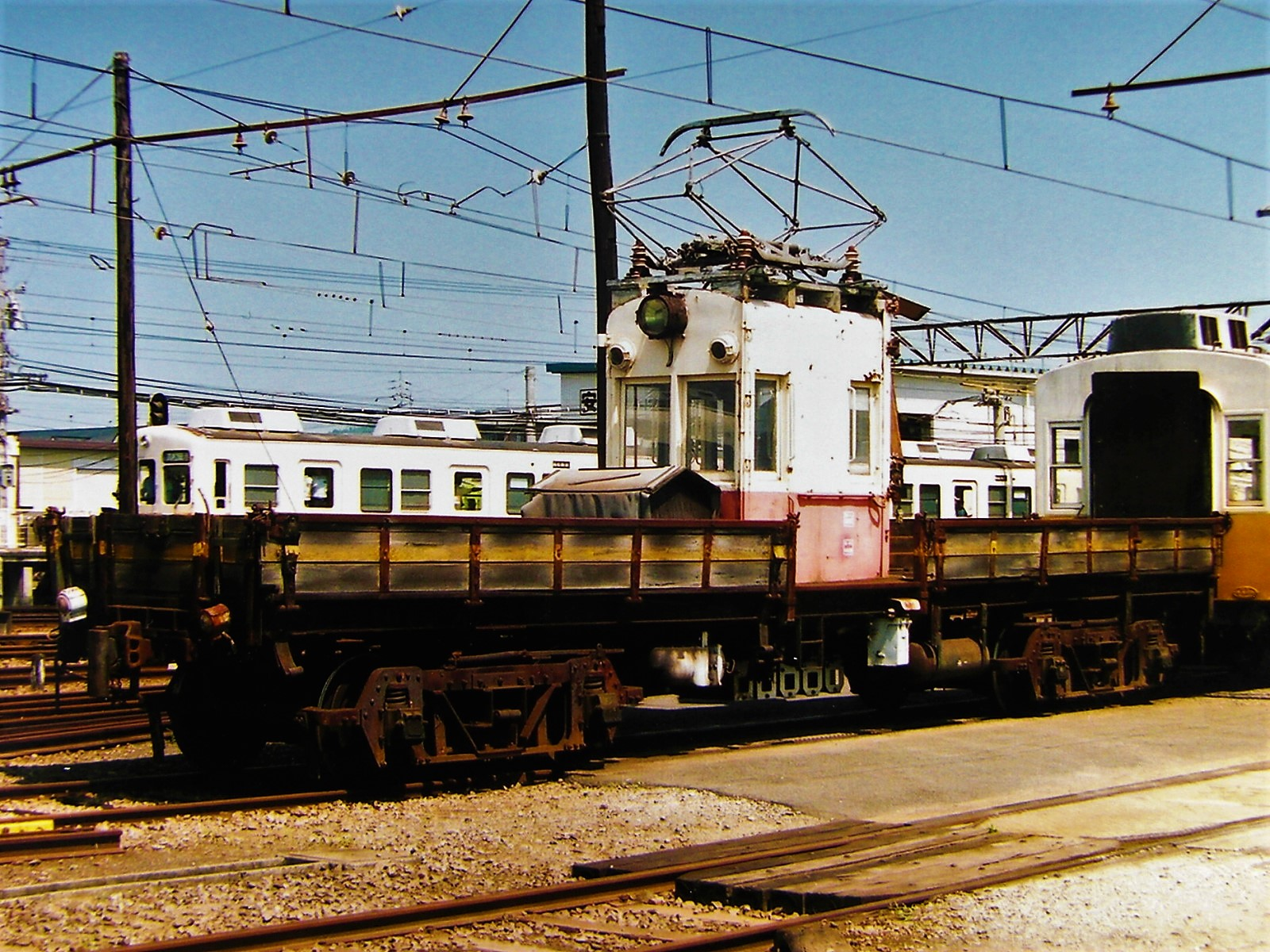
デカ形1（更新工事前の姿）5000形が製造時に履いていた物を電装した台車を履いていた

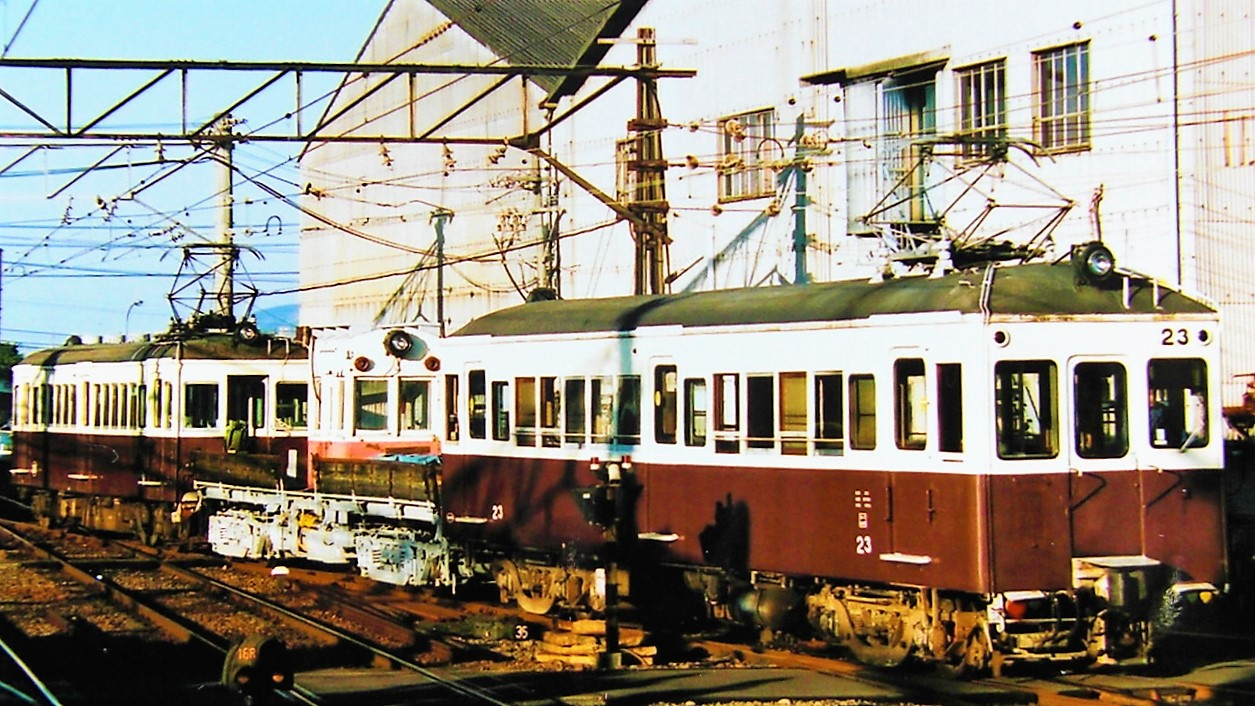
23（手前）と120（奥）に牽引されるデカ1　更新修繕中でパンタグラフが取り外されている

高松琴平電気鉄道デカ1形電車（たかまつことひらでんきてつどうデカ1がたでんしゃ）は、高松琴平電気鉄道の事業用電動貨車。1957年に自社今橋工場で1両が製造された。形式のデは電動車を意味し、カは貨車を意味する。

## 概要
2軸貨車の台枠2両分など、手持ち部品の組合せで製造された。台枠の種車は、11000形（有蓋緩急貨車の改造車）と13000形（無蓋貨車。現在も1310号1両が仏生山駅構内で20数年以上放置されている）の二説があるが、JTBパブリッシング発行の「ことでん100年のあゆみ」にて設計者の日下元専務が無蓋貨車1320の台枠を前後に延長したと発言をしている。車体は木造で、車両中央部に運転席、その前後が荷台となっている、運転台部分の車体は台枠よりもかなり狭く、特徴ある外観となっている。また、600V・1500Vの両方の架線電圧に対応できるようになっている。これは琴平線が開業時から1500Vなのに対し、長尾線が1976年まで600V、志度線が1966年まで600Vと異なっていた為である。現在でも600V機器が撤去されず、運転室内に1500V⇔600V切り替え器が存在する。
普段は仏生山工場にて車両の入換を担当している。使用されない場合は仏生山工場内の北工場の留置線で待機していることが多い。なお、ATSがないため本線上に出ることはできないが、かつては大事故発生時（救援車。そのためクレーンを装備していた）や積雪時（スノープラウをつけて簡易除雪車となる）の走行が考慮されていた。
2007～2008年には仏生山工場で台車交換（廃車された3000形315の台車に交換）、車体・荷台の補修、クレーン撤去などの更新工事が実施された。この際、尾灯や前照灯も315からの捻出品に交換された。また、それまで車体に車両番号が表記されていなかったが、この更新時に「1」の表記がなされている。
なお、資料等にはデカ1形（でか1がた）と表記されていることが多いが、書類上はデカ形1とされている。